# Озтюрк, Экрем
Экрем Озтюрк (тур. Ekrem Öztürk; род. 11 февраля 1997, Кайсери) — турецкий борец греко-римского стиля, призёр чемпионатов мира и Европы.

## Биография
Родился в 1997 году. В 2013 году стал серебряным призёром чемпионата Европы среди кадетов. В 2014 году стал серебряным призёром чемпионата Европы среди кадетов и бронзовым призёром чемпионата мира среди кадетов. 
В 2018 году стал чемпионом мира среди студентов, а также завоевал бронзовые медали чемпионатов мира и Европы.
На чемпионате Европы по борьбе 2021 года, который проходил в Варшаве, турецкий спортсмен в весовой категории до 55 кг, сумел завоевать серебряную медаль, уступив только в финале чемпиону Эмину Сефершаеву.